# خافيير أوليفا رودريغيز
خافيير أوليفا رودريغيز (بالإسبانية: Javier Oliva) (مواليد 29 مايو 1976 في هوسبيتالت دي يوبريغات - إسبانيا) لاعب كرة قدم إسباني يلعب حاليا لصالح نادي الدرجة الأولى فياريال الإسباني منذ 2009 في مركز حارس مرمى .

## روابط خارجية
- خافيير أوليفا رودريغيز على موقع قاعدة بيانات كرة القدم.إي يو (الإنجليزية)
- خافيير أوليفا رودريغيز على موقع Soccerway.com (الإنجليزية)
- خافيير أوليفا رودريغيز على موقع عالم كرة القدم.نت (الإنجليزية)